# Giorgos Papandreou
Giorgos A. Papandreou (grekiska Γιώργος Α. Παπανδρέου), född 16 juni 1952 i Saint Paul i Minnesota, USA, är en grekisk politiker. Han var Greklands premiärminister mellan 2009 och 2011.

## Biografi
Papandreou kommer från en välkänd politisk familj, är son till Andreas Papandreou och sonson till sin namne Georgios Papandreou, båda tidigare premiärministrar. Han har gått på flera olika skolor och universitet, däribland i Toronto, på Viggbyholmskolan i Täby kommun, Stockholms universitet (1972-1973) där han studerade sociologi, London School of Economics och Harvard University. Papandreou talar svenska, grekiska och engelska. Papandreou bor idag i Aten med sin fru Ada Papandreou och sina två barn, Andreas (född 1982) och Margarita-Elena (född 1990).
Vid sidan av politiska organisationer är Papandreou även vice ordförande i International Olympic Truce Centre som verkar för fredsprojektet Olympiska spelen. För sitt engagemang har han tilldelats ett tjugotal förtjänsttecken från hela världen, däribland den svenska Nordstjärneorden (1999). Han var sommarpratare i juli 2003.

## Politisk karriär
Papandreou återvände till Grekland efter juntans fall 1974 och valdes 1981 in i det grekiska parlamentet för socialistpartiet PASOK. Han var utbildnings- och religionsminister 1988-1989 och 1994-1996, biträdande utrikesminister 1993-1994 och 1996-1999 samt utrikesminister 1999-2004. Under sin tid som utrikesminister förbättrade han Greklands frostiga relationer till Turkiet och Albanien. Han misslyckades dock med att uppnå en varaktig lösning av Cypernfrågan i samband med den så kallade Annanplanen. Strax före PASOK:s valförlust 2004 valdes Papandreou till partiledare och var oppositionsledare fram till valsegern 2009, då han kunde besätta såväl premiär- som utrikesministerposten. År 2010 utnämnde han Dimitris Droutsas till sin efterträdare som utrikesminister. 2006 valdes han till ordförande för Socialistinternationalen.
Som en följd av skuldkrisen i Europa 2010-2011 drabbades Grekland av en katastrofal ekonomisk kris, vilket ledde till att Papandreou blev en starkt ifrågasatt politiker av det grekiska folket och oppositionen, där flera ledande politiker krävde hans avgång. Efter en förtroendeomröstning i det grekiska parlamentet den 4 november 2011 kunde dock Papandreou fortsätta som premiärminister. Han tvingades dock att acceptera att avgå sedan den politiska krisen förvärrats och det största oppositionspariet Ny demokrati villkorat sitt deltagande i en samlingsregering med att Papandreou avgick. Den 9 november 2011 meddelande han själv sin avgång i ett TV-tal till nationen, och dagen efter enades de politiska partierna om Lucas Papademos som efterträdare till premiärministerposten från den 11 november 2011. 18 mars 2012 lämnade Papandreou även posten som partiledare för PASOK efter att partiets medlemmar röstat fram Evangelos Venizelos till partiledare.
Den 3 januari 2015 grundade Papandreou det nya partiet Kinima Dimokraton Sosialiston som en utbrytning ur PASOK.

## Utmärkelser
- Kommendör med stjärna av Republiken Polens förtjänstorden,  1996
- Storkorset av den medborgerliga förtjänstorden,  1998[7]
- Vita stjärnans orden, första klass,  1999
- Förbundsrepubliken Tysklands förtjänstorden - storkors,  2000
- Storkorset av Isabella den katolskas orden,  2001[8]
- Storkors av Kronorden,  2001
- Storkorset av Henrik Sjöfararens orden,  2002
- Storkorset av Peruanska Solorden,  2003[9]

[Redigera Wikidata]